# Dème de Messíni
Pour les articles homonymes, voir Messini.
Le dème de Messíni (grec moderne : Δήμος Μεσσήνης est une municipalité de la périphérie du Péloponnèse, dans le district régional de Messénie.
Sa forme actuelle date de 2010 (programme Kallikratis), avec la fusion des anciens dèmes d'Épia, Androussa (en), Aristoménis, Ithômé, Messène, Petalídi, Voufrádes et de la communauté de Tríkorfo, qui sont devenus des districts municipaux. Son siège est la localité de Messíni.
Le site de la cité antique de Messène se trouve sur le territoire du district municipal d'Ithômé.

## Districts municipaux

### District d'Aipéia
1884 hab. en 2011.

Il tient son nom d'une cité antique citée par Homère (Iliade, IX) dont le site n'est pas identifié.
Siège : Loggá (720 hab.)

### District d'Androussa

2397 hab. en 2011.
Siège : Androussa (545 hab.)

### District d'Aristomène

Il tient son nom du héros messénien Aristomène.
Siège : Aristomène (avant 1871 Moustafa-Pacha).

### District de Petalidi

### District d'Ithômé

Il tient son nom du mont Ithômé.
Siège : Valýra.

### District de Messène

2889 hab. en 2011.

### District des Voufrades

Il tient son nom de la région éponyme.
Siège : Hadjis (Χατζής).

### District de Trikorfo

Siège : Tríkorfo.